# Hôtel de la Caisse d'épargne d'Issoudun
L’hôtel de la Caisse d’épargne est un bâtiment de la première moitié du XXe siècle situé à Issoudun, en France.

## Situation et accès
L’édifice est situé au no 21 du boulevard Marx-Dormoy, au nord du centre-ville d’Issoudun, et plus largement au nord-est du département de l’Indre.

## Histoire

### Construction
L’édifice est élevé sur le boulevard Baron (actuel boulevard Marx-Dormoy) selon les plans de l’architecte dénommé Baraton, architecte du Raincy issu d’une famille issoldunoise.

### Inauguration
La cérémonie d’inauguration a lieu le 24 septembre 1922. Elle est organisée conjointement d’une part la grande fête organisée par l’Union du commerce et de l’industrie d’Issoudun et d’autre part avec le Congrès de l’Union mutualiste de l’Indre, accueillant ainsi le même jour communément une très importante affluence. Les autorités et les congressistes se réunissent à l’hôtel de ville à 11 h et se rendent avec des sociétés et des sapeurs-pompiers au nouveau monument.